# Xi Enting
Xi Enting (chiń. 郗恩庭; pinyin Xī Ēntíng; ur. 1946, zm. 27 października 2019) – chiński tenisista stołowy, dwukrotny mistrz świata.
Czterokrotnie zdobywał medale mistrzostw świata. Dwukrotnie był mistrzem świata (tytuł zdobył indywidualnie w 1973 roku w Sarajewie i drużynowo dwa lata wcześniej w Nagoi).
Mistrz Azji w grze pojedynczej w 1978 w Kuala Lumpur indywidualnie, dwukrotnie w deblu (1980, 1982), czterokrotnie drużynowo. W turnieju drużynowym zwyciężał również podczas Igrzysk Azjatyckich w Teheranie (1974 i Mistrzostw Azji 1974 w Jokohamie).